# D-Sailors
D-Sailors é uma banda alemã de hardcore melódico e skacore fundada em 1996.

## História
Depois de fazer vários shows na Alemanha e lançar dois EP produzidos por eles mesmos ficaram bastante populares por lá. Em 98 assinaram com a Vitaminepillen Records, gravadora alemã. Já nessa época dividiram o palco com nomes como The Mighty Mighty Bosstones, Snuff, Strung Out, U.K. Subs, Stoned, Randy, Satanic Surfers, Terrorgruppe.
Entre 2000 e 2001 a banda ficou parada devido a mudança para a California do vocalista/guitarrista/saxofonista da banda, Uli. Ele foi para lá trabalhar na gravadora independente Lookout records.
Antes da mudança de Uli, o D-saloirs gravou 6 músicas para o cd split com a banda brasileira Nitrominds, intitulado "Multilateral". Para divulgar o split, as duas bandas tocaram por boa parte da Europa por várias semanas em 2001. O tour foi um sucesso.
De volta a Alemanha assinaram com a Zwei Music(2Music) para produzir as suas próximas músicas e trabalhos e com a Pulse-Entertainment, que ficou responsável por produzir os shows dentro do país.
Em 2003 lançaram o primeiro cd exclusivo pela gravadora japonesa Imperial Records, que se chama "Rewind", que consistia em uma coletânea com o melhor do D-sailors, incluindo músicas das gravações alemãs e brasileiras e um novo conteúdo inédito.
No Brasil eles já passaram 3 vezes, uma recentemente em 2007, onde dividiu o palco com seus antigos parceiros brasileiros Nitrominds, além de Dead Fish e All The Hats (Banda de punk rock Argentina).

## Discografia

### Álbuns de estúdio
- D-Sailors (1996, Independente)
- How to Drive (1997, Independente)
- A new Project (1998, Vitaminepillen Records)
- Mind Dressing (2000, Vitaminepillen Records; 2002, Nitroala Records/Brasil)
- Rewind (2003, Imperial Records/Japão)
- Lies and Hoes, (2004, Rocktypen/Alive; 2004, Nitroala Records/Brasil)
- Between the devil and the deep blue sea, (2007, Nitroala Records/Brasil)

### Cooperações
- Multilateral, junto com Nitrominds (2001, Vitaminepillen Records; 2002, Nitroala Records/Brasil)
- Feeling Cramped, Pushing Back Borders, junto com Freygolo (2003, Liv4yerself Records/França)

### Compilações
- Demo und Outtake Compilation (1992-2004) (2005)

## Ouça
fonte: Informações no site oficial (em inglês)